# Cuirasat clasa Yamato

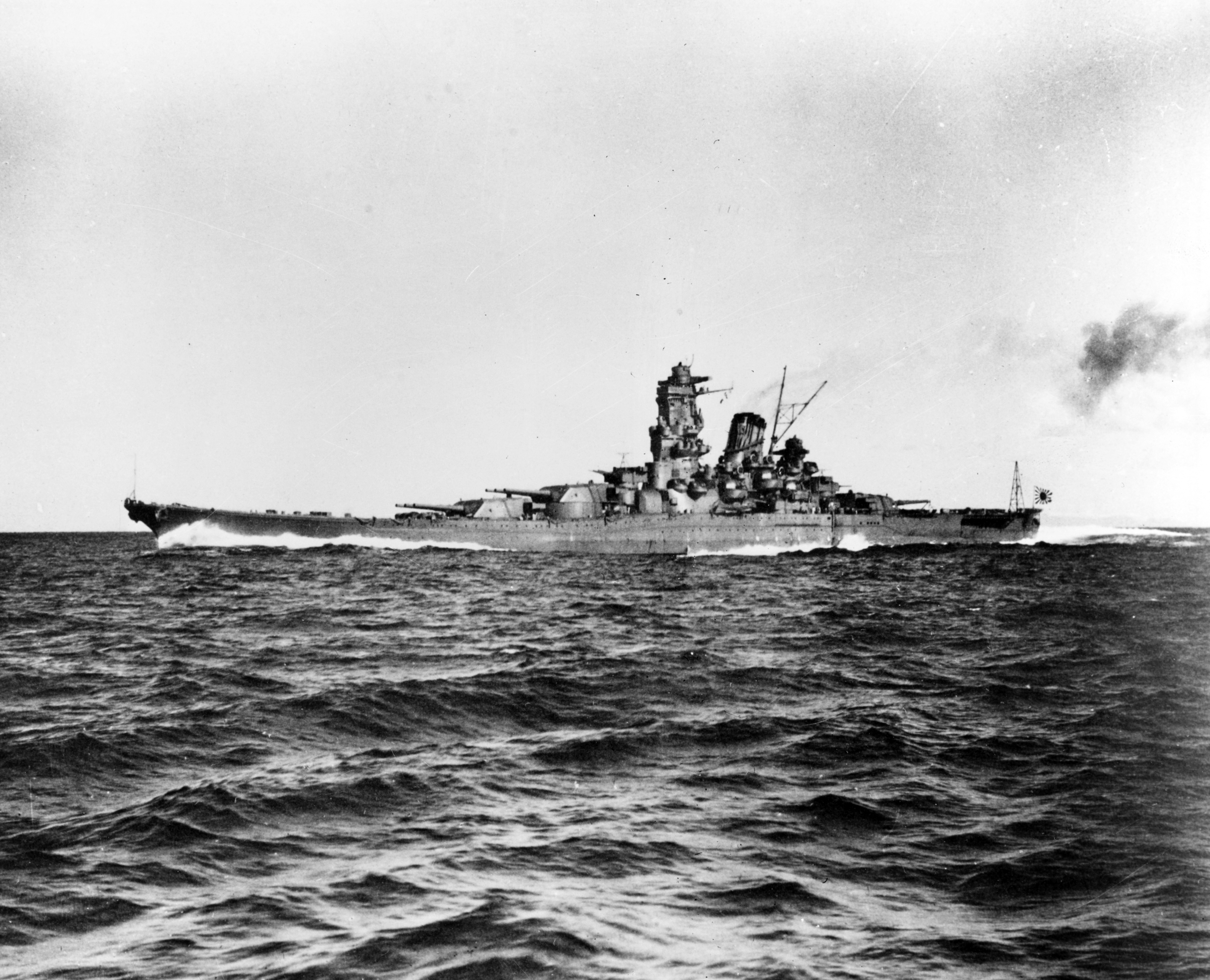
Cuirasatul Yamato, în timpul probelor.

Cuirasatele clasa Yamato (大和型戦艦 (Yamatogatasenkan?)) au fost două vase ale Marinei Imperiale Japoneze (Yamato și Musashi) construite și utilizate în timpul celui de-al Doilea Război Mondial. Cu un deplasament de 72.800 tone (încărcat la maximum) aceste nave au fost și cele mai mari, mai grele și mai puternic înarmate cuirasate construite vreodată. Artileria acestora includea și cele mai mari tunuri montate vreodată pe un vas de luptă: cu diametru de 460 mm, fiecare din aceste tunuri putând lansa proiectile de 1,36 tone la o distanță de 42 km.